# جهاز أبو ظبي للرقابة الغذائية
جهاز أبوظبي للرقابة الغذائية  هو جهاز حكومي لإمارة أبوظبي، ويعمل الجهاز على حماية الإنسان من مخاطر الأغذية عن طريق مراقبة جودة وسلامة الأغذية المستوردة والمعروضة أو المقدمة للاستهلاك. تم إنشاء الجهاز في عام 2005.

## التأسيس
- عام 1977 نشأت بلدية أبوظبي مختبر رقابة الأغذية
- عام 1993 تم أنشاء مركز رقابة الأغذية والبيئة [2] ليتبع المركز مباشرة لرئيس بلدية أبوظبي.
- عام 2005 م تم أنشاء جهاز أبوظبي للرقابة الغذائية (ADFCA) [3]
- في عام 2006، اعتمد  الشيخ منصور بن زايد آل نهيان الهيكل التنظيمي لجهاز أبوظبي للرقابة الغذائية، والذي يتألف من ثلاثة قطاعات رئيسية تشمل الغذاء و الدواء والخدمات المساندة وأقر زيا موحدا لمفتشي الجهاز واعتمد الشعار الجديد له ووجه بتشكيل اللجنة العلمية الخاصة بالجهاز .[4]

## إنجازات
من أبرز إنجازات جهاز أبوظبي للرقابة الغذائية:
- في العام 2007 ضم قطاع الزراعة  جهاز أبوظبي للرقابة الغذائية،وقد نفذ الجهاز برامج لدعم المزارعين ومربي الثروة الحيوانية أدت إلى تطور الانتاج الزراعي المحلي واعتماد الممارسات الزراعية الجيدة ،و تطبيق عناصر الاستدامة عبر ترشيد استهلاك المياه المستخدمة في الري واستخدام مياه الصرف الصحي المعالجة.
- عام 2010  بدأ الجهاز  بتنظيم مهرجان الإمارات الدولي للنخيل والتمر، والمعرض الزراعي
- وفي العام 2011، حصل الجهاز على سبعة مواصفات عالمية /IMS/، وبدأ بدعم تطبيق مشروع بقالة، وتنفيذ مشروع استخدام مياه الصرف الصحي المعالجة في الزراعة
- وفي العام 2012 طور أعلاف محلية متحملة للملوحة   وأطلق المسلسل الكرتوني التوعوي "زادنا"، وأدخل أصناف محسنة من القمح والذرة كما ساهم في فوز التمور كأفضل منتج مبيعاً في معرض سيال شنغهاي في الصين
- و في العام 2013، طبق الجهاز الممارسات الزراعية الجيدة /GAP/،  وأطلق مشروع /سلامة زادنا/ نظام إدارة سلامة الغذاء، والتطبيق الإلكتروني الذكي للسلامة الغذائية
- وفي العام 2014، أطلق الجهاز الدورة الأولى من المنتدى العالمي للابتكارات الزراعية، و مشروع التعداد الزراعي، وقام بترخيص 110 مزارع للحصول على شهادة /GLOBAL GAP /
- حصلت  إمارة أبوظبي على 99% في معدل السلامة الغذائية وفق آلية القياس المعياري لمؤشر معدل السلامة الغذائية الذي تم إعداده بواسطة خبراء منظمة الأغذية والزراعة /الفاو/ في عام 2015 واستضاف  الجهاز "برنامج العلماء" الذي يقام على هامش المنتدى العالمي للابتكارات الزراعية بمشاركة / 300 / عالم
- طورالجهاز  تحليلاً لكشف الغش في العسل باستخدام النظائر المستقرة تمكن من كشف خلط العسل بالسكر و الغش بخلط الدبس بالعسل ليكون المؤسسة الرقابية الوحيدة في العالم التي طورت هذا التحليل المعقد

## الجوائز
حصل الجهاز على العديد من الجوائز من أهمها:
- فاز الجهاز  بجائزة التكنولوجيا العربية لعام 2010 وذلك عن تطبيق نظام إدارة الأداء والعمليات.
- نال الجهاز جائزة وزير الداخلية للتميز لعام 2011 عن فئة الشريك المثالي /وزارة الداخلية/، وفاز  بالمركز الأول بجائزة خليفة الدولية لنخيل التمر في فئة الأبحاث والدراسات عن بحث "تدعيم عجينة التمر"، وجائزة الأعمال الدولية /مؤسسة جوائز ستيفي/، وجائزة الصفوة العالمية في تطوير وتنفيذ الاستراتيجيات /شركة بالاديوم/، وحصل على شهادة المطابقة لنظام الإدارة المتكامل من المعهد البريطاني للمواصفات.
- في عام 2012حصل الجهاز على جائزة خليفة للامتياز الحكومي عن فئة المؤسسات الحكومية /الفئة الفضية/، وجائزة معهد الشرق الأوسط للتميز في إدارة الاتصال المؤسسي والتواصل الإعلامي.
- في عام 2013 فاز برنامج تعريف وتسجيل الحيوانات بجائزة /أفضل مبادرة ريادية ضمن جوائز الحكومة الإلكترونية لدول مجلس التعاون الخليجي/، وحصل الجهاز على جائزة أبوظبي للأداء الحكومي المتميز - وسام رئيس المجلس التنفيذي، وفاز الجهاز كذلك بجائزة أفضل موظف اتصال حكومي في إمارة أبوظبي.
- في عام 2014حصل على جائزة أبوظبي للريادة والإبداع من أوراكل، وأطلق برنامج الخدمات الإلكترونية الذكية الذي يقدم حالياً 25 خدمة.
- في عام 2015 حصل  على جائزة الشبكة العالمية في الشرق الأوسط "النسخة السادسة" لأفضل 100 مدير تنفيذي للمعلومات، وجائزة GOV لأفضل إدارة تقنية المعلومات والاتصالات في حكومة أبوظبي، وحصل على  جائزة التميز في تنفيذ نظم المعلومات الجغرافية خلال مؤتمر نظم المعلومات الجغرافية 2015، وفاز بجائزة التميز عن فئة الخدمات الحكومية المقدمة من شركة الجوائز الدولية كأفضل جهة حكومية في تزويد الخدمات للجمهور.
- في عام 2016 حصل على جائزة أفضل جناح دولي في الملتقى الفلاحي في المملكة المغربية، كما حصل الجهاز على  جائزتي أفضل التقنيات المبتكرة وأفضل صورة في المؤتمر الدولي الثالث لجمعية النحالين في المملكة العربية السعودية

## وصلات خارجية
- موقع جهاز أبوظبي للرقابة الغذائية
- قانون اتحادي رقم (10) لسنة 2015 بشأن سلامة الغذاء في دولة الإمارات العربية المتحدة